# مجموعه باستان‌شناسی مریدا
مجموعه باستان‌شناسی مِریدا (اسپانیایی: Conjunto arqueológico de Mérida‎) شهر رومی آگوستا امریتا که در سال ۲۵ پیش از میلاد به فرمان امپراتور آگوستوس به‌عنوان یک کلونیای رومی تأسیس شد، یکی از مهم‌ترین و گسترده‌ترین مجموعه‌های باستان‌شناسی در اسپانیا است. این مجموعه در سال ۱۹۹۳ توسط یونسکو به‌عنوان میراث جهانی به ثبت رسیده است .

## تئاتر رومی مریدا

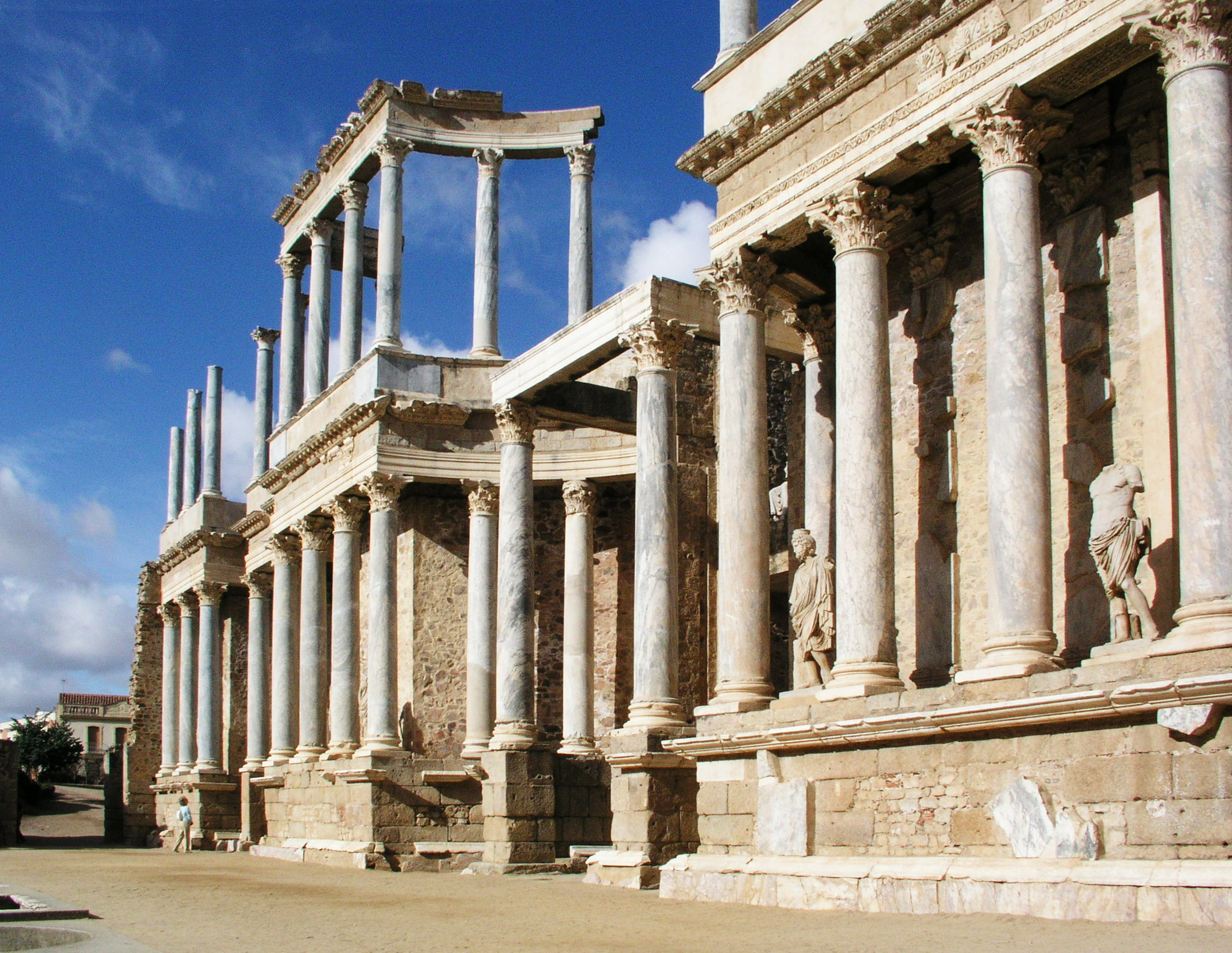
تئاتر رومی مریدا.

تئاتر رومی مریدا، بنایی است که به ابتکار مارکوس ویپسانیوس آگریپا ساخته شد. طبق کتیبه‌ای که در خود تئاتر وجود دارد، ساخت آن بین سال‌های ۱۶ تا ۱۵ پیش از میلاد انجام شده است.
این بنا در طول زمان چندین‌بار بازسازی شد که مهم‌ترین آن در اواخر سدهٔ نخست یا اوایل سدهٔ دوم میلادی، احتمالاً در دوره امپراتور تراژان انجام شد؛ زمانی که نمای صحنه کنونی ساخته شد. بازسازی دیگری نیز در دوره کنستانتین بزرگ حدود سال‌های ۳۳۰ تا ۳۴۰ میلادی صورت گرفت که در آن عناصر معماری-تزئینی تازه‌ای اضافه و مسیر سنگفرشی اطراف بنا احداث شد. با گسترش مسیحیت و تلقی غیراخلاقی بودن نمایش‌های تئاتری، این مکان متروک و زیر خاک مدفون شد، به‌طوری که تنها بخش بالایی جایگاه تماشاگران (سوما کاوه‌آ) نمایان بود. افسانه‌های مردمی این بخش را «هفت صندلی» می‌نامیدند؛ جایی که به باور مردم، پادشاهان مور برای تصمیم‌گیری دربارهٔ سرنوشت شهر بر آن نشسته بودند.

## آمفی‌تئاتر رومی مریدا

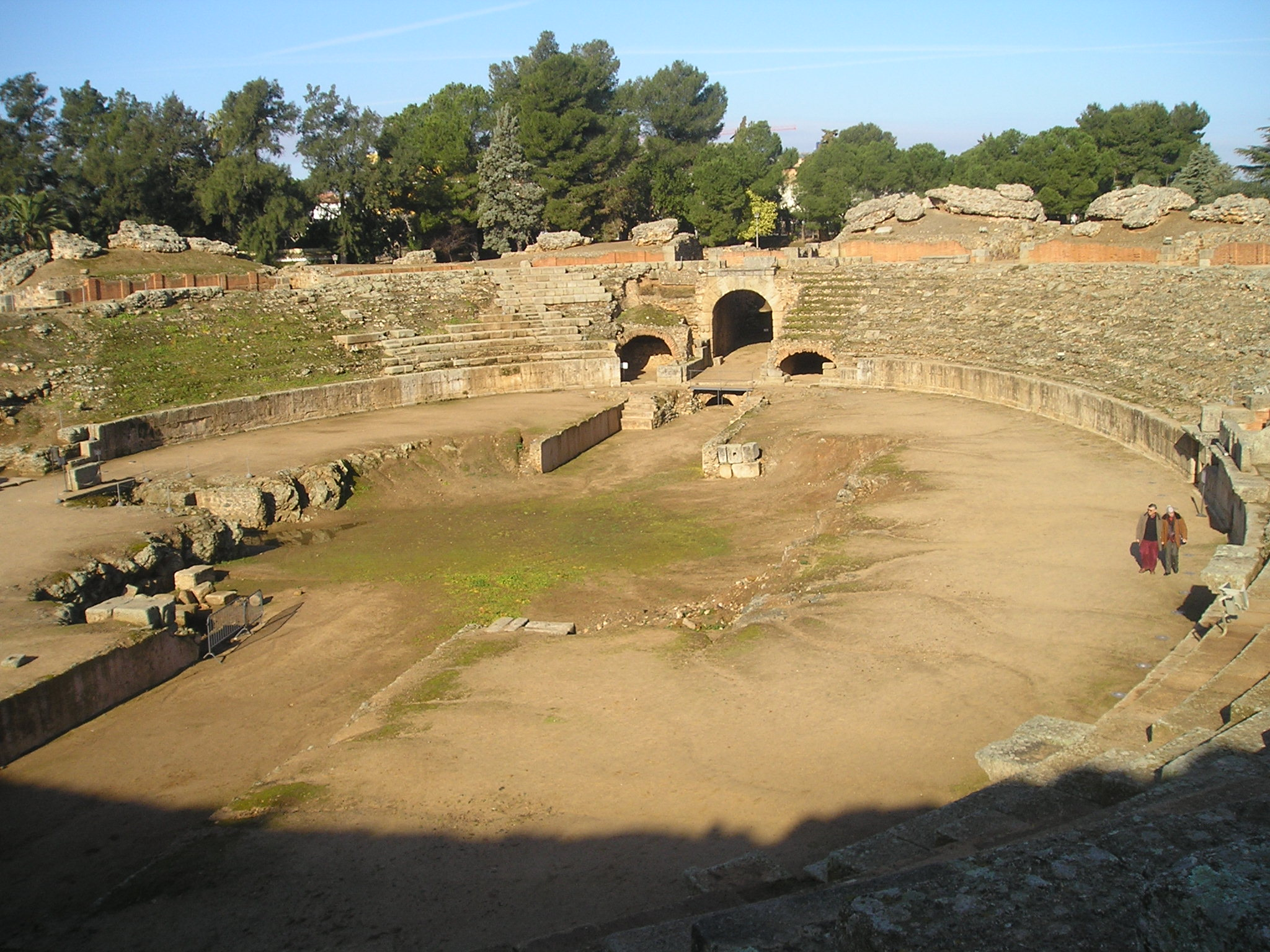
آمفی‌تئاتر رومی مریدا.

آمفی‌تئاتر مریدا که نسبت به تئاتر نزد عامه مردم محبوب‌تر بود، در سال ۸ پیش از میلاد افتتاح شد. این سازه برای نبرد گلادیاتورها، حیوانات وحشی، یا انسان‌ها با حیوانات ساخته شده بود.
این بنا شامل یک عرصه مرکزی بیضی‌شکل است که با جایگاه‌هایی برای حدود ۱۵٬۰۰۰ نفر احاطه شده بود، که مانند تئاتر، به سه بخش تقسیم می‌شد. امروزه تنها بخش پایین جایگاه‌ها باقی مانده، زیرا دو بخش بالایی پس از متروک شدن، به‌عنوان منبع مصالح ساختمانی برای ساخت‌وسازهای اطراف استفاده شدند.

## سیرک رومی مریدا

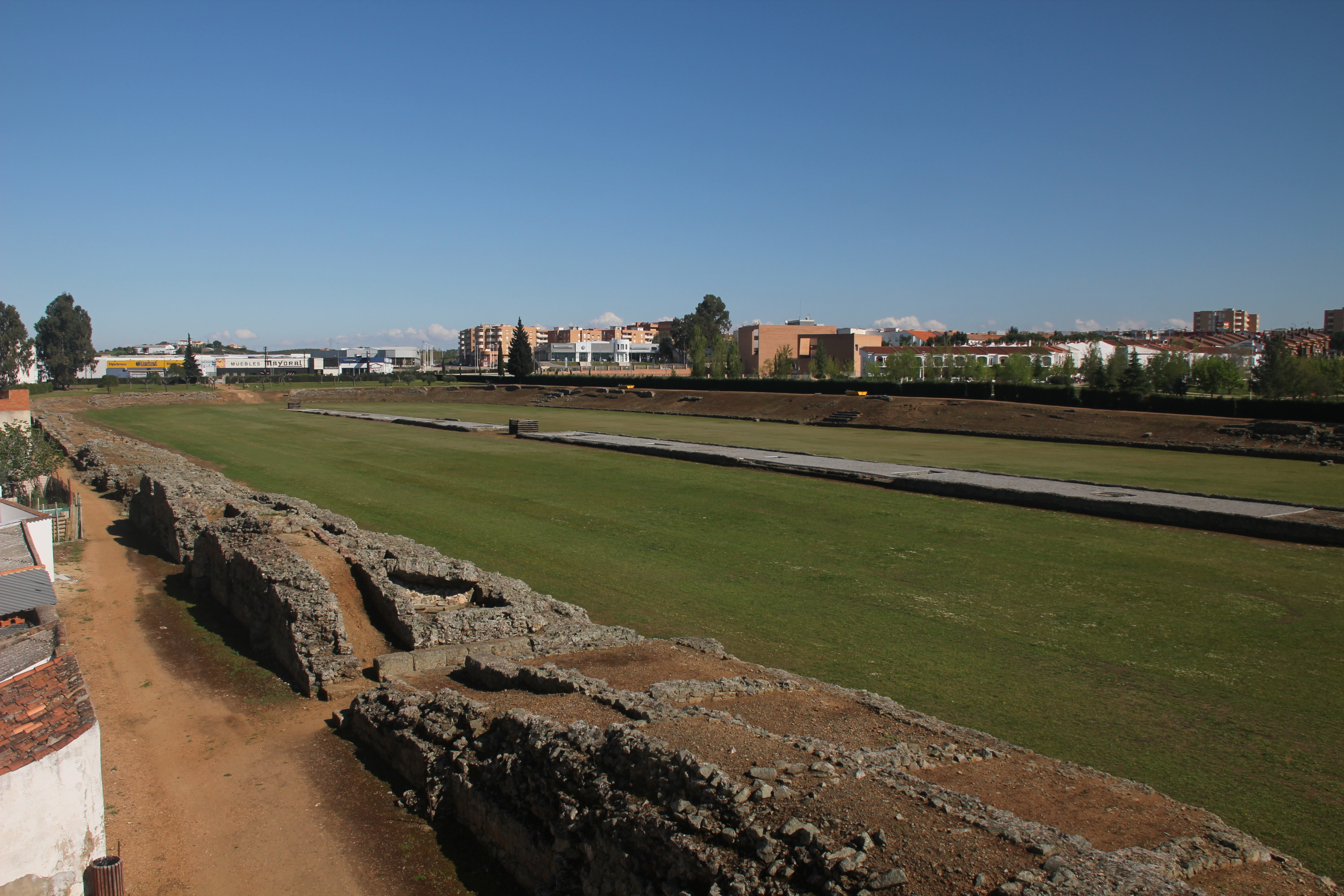
سیرک رومی مریدا.

سیرک رومی مریدا با بیش از ۴۰۰ متر طول و ۱۰۰ متر عرض، بزرگ‌ترین بنای نمایشی شهر بود. همراه با آمفی‌تئاتر، بیشترین استقبال را از سوی مردمی داشت که بیشتر به هیجان زیاد علاقه داشتند تا آثار تئاتری فرهیخته.
به‌سبب اندازه بزرگش، این بنا خارج از دیوارهای شهر و در کنار جاده‌ای قرار داشت که امریتا را به کوردوبا و تولتوم (تولدو) متصل می‌کرد. این بنای یادمانی به‌طور کامل قابل بازدید است. ظرفیت آن حدود ۳۰٬۰۰۰ نفر بود که در جایگاه‌هایی (گرادِریو) با تقسیم‌بندی طبقاتی – مطابق با خاستگاه اجتماعی تماشاگران – نشسته بودند، تقسیم‌بندی‌ای که در دیگر سازه‌های نمایشی رومی نیز معمول بود. زمان ساخت آن به اوایل قرن اول میلادی بازمی‌گردد، احتمالاً در دورهٔ حکومت تیبریوس. فضای داخلی سیرک دارای عرصه‌ای مرکزی بود که مسابقات در آن برگزار می‌شد. در میانهٔ این عرصه، مانعی مرکزی به نام اسپینا وجود داشت که ۲۲۳ متر طول و ۸٫۵ متر عرض داشت و با سنگ‌قبرها (مونولیت‌ها) و تزئینات دیگر آراسته شده بود. از محبوب‌ترین نمایش‌ها در این مکان، مسابقات ارابه‌سواری بود: بیگا با دو اسب و کوادریگا با چهار اسب. رانندگان این ارابه‌ها، که به آن‌ها اَوریگا گفته می‌شد، شخصیت‌هایی بسیار مشهور و محبوب بودند، و بسیاری از آن‌ها در نقاشی‌ها و موزاییک‌ها جاودانه شده‌اند. در حال حاضر، سیرک رومی مریدا دارای مرکز تفسیر تازه‌ساختی است که درک بهتری از ساختار این بنای تاریخی را برای بازدیدکنندگان فراهم می‌آورد.

## پل رومی مریدا بر روی رودخانه گوادیانا

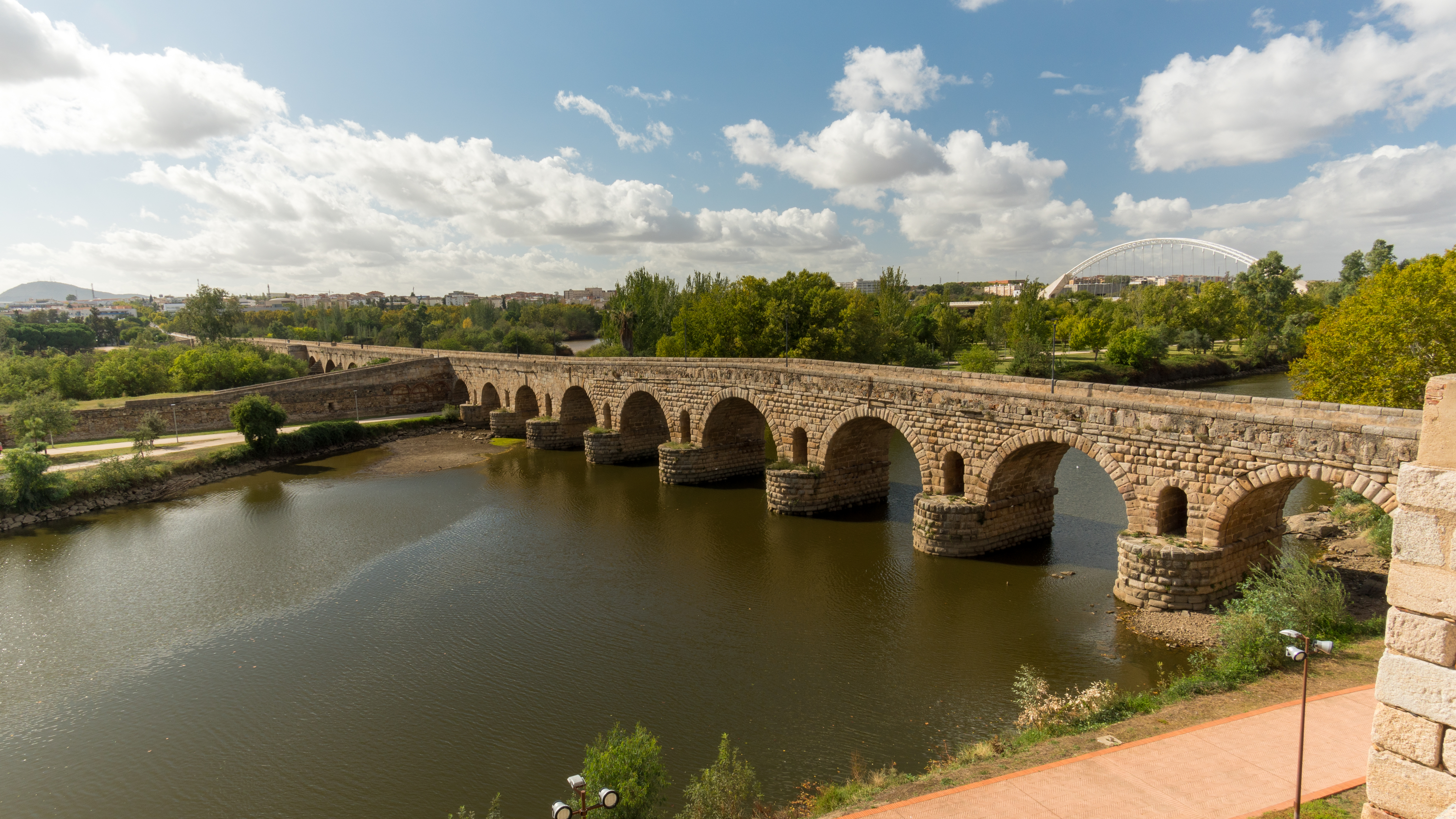
پل رومی مریدا از آلکازابا. در پس‌زمینه، پل لوسیتانیا دیده می‌شود.

پل رومی مریدا را می‌توان به نوعی نقطه آغاز شهر و یکی از عناصر تعیین‌کننده در طراحی آن دانست، چرا که امتداد یکی از محورهای اصلی کلونی، یعنی دِکومانوس ماکسیموس، محسوب می‌شود.
مکان ساخت پل با دقت انتخاب شده، در محلی از رود گوادیانا که جزیره‌ای مرکزی در آن وجود دارد و پل را به دو بخش تقسیم می‌کند. ساختار اولیه پل شامل دو بخش قوسی بود که در جزیره به هم می‌پیوستند؛ در آنجا یک آب‌شکن بزرگ قرار داشت. این بخش در قرن هفدهم، پس از سیلی که در سال ۱۶۰۳ بخشی از پل را ویران کرد، با چند قوس جایگزین شد. در دوران رومی، طول پل چندین بار افزایش یافت و دست‌کم پنج بخش جدید به آن افزوده شد تا در زمان طغیان‌های دوره‌ای رود، مسیر ارتباطی قطع نشود. امروزه طول این پل به ۷۹۲ متر می‌رسد که از طولانی‌ترین پل‌های باقی‌مانده از دوران روم باستان به‌شمار می‌آید.

## آب‌گذر آکوئدوکتو د لس میلاگروس

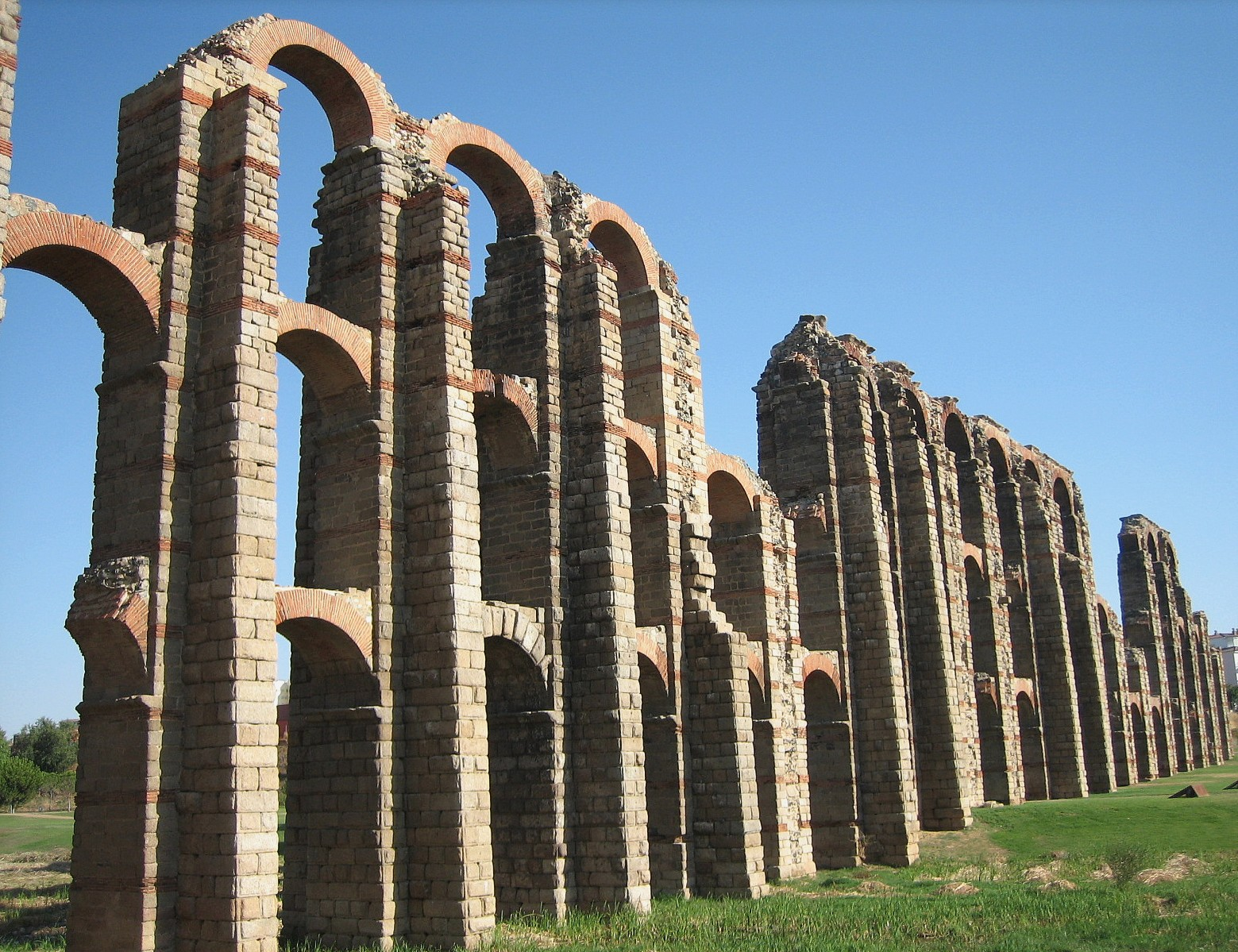
آکوئدوکتو د لس میلاگروس.

آکوئِـدوکتو دِ لُس میلاگروس بخشی از سامانه آبرسانی بود که آب را از سد پروسِرپینا، واقع در ۵ کیلومتری شهر، به مِریدا می‌رساند. ساخت آن به اوایل قرن اول میلادی بازمی‌گردد. طاق‌نماهای این سازه امروزه تا حد زیادی به‌خوبی حفظ شده‌اند، به‌ویژه بخشی که از دره رودخانه آلبارِگاس عبور می‌کند. نام «لوس میلاغروس» به معنای «معجزه‌ها» به این دلیل به آن داده شده که ایستادگی آن پس از گذشت قرن‌ها همچون معجزه‌ای می‌نماید.

## آب‌گذر رابو دِ بوئی–سان لاسارو
این آب‌گذر، آب را از نهرها و چشمه‌های زیرزمینی واقع در شمال شهر به مِریدا منتقل می‌کرد. بخش زیرزمینی این سازه (قنات‌ها) نسبتاً به‌خوبی حفظ شده، اما از طاق‌هایی که برای عبور از درهٔ رود آلبارگاس ساخته شده بودند، تنها سه ستون و قوس‌های مربوط به آن باقی مانده است. این بقایا در نزدیکی بنای یادبود سیرک رومی و قنات دیگری از قرن شانزدهم قرار دارند که در ساخت آن، از مصالح قنات رومی استفاده شده است.

## معبد دیانا

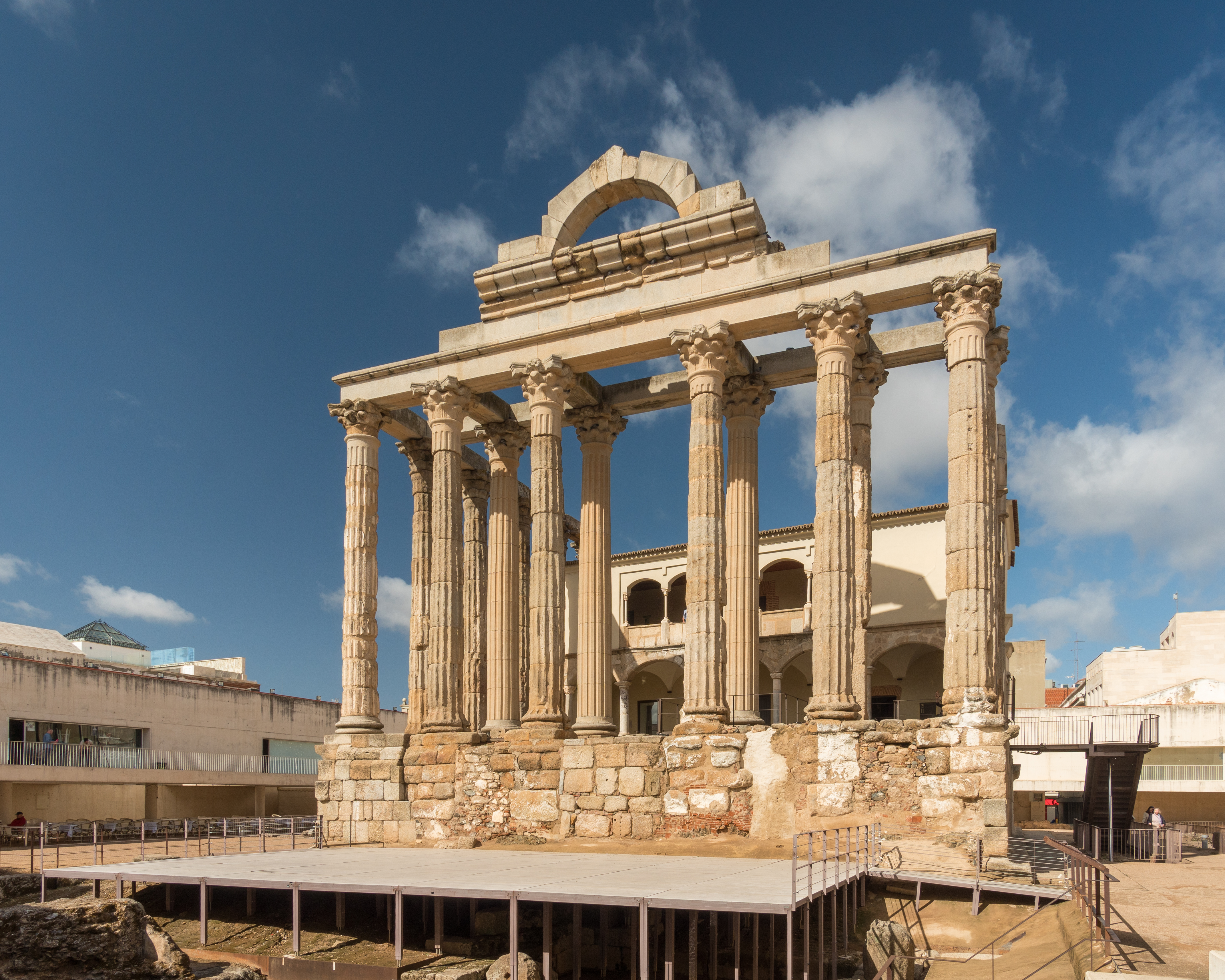
معبد دیانا

نام «معبد دیانا» از قرن هفدهم رایج شده، با آن‌که در حقیقت معبد وقف الهه دیانا نبوده بلکه به آیین امپراتوری اختصاص داشته است.
این بنا متعلق به مجموعهٔ فروم شهری (بازار و میدان اصلی شهر) بوده و یکی از معدود بناهای مذهبی است که به‌خوبی حفظ شده است. گرچه نام امروزی آن بر اساس برداشت اشتباهی در زمان کشف آن گذاشته شده، اما معبد در اصل به پرستش امپراتور اختصاص داشته است. ساخت آن به اواخر قرن اول پیش از میلاد یا اوایل قرن اول میلادی، در دورهٔ آگوستوس، بازمی‌گردد.
این ساختمان پلان مستطیل‌شکل دارد و اطراف آن با ستون‌هایی از نوع کرنتی در قالب طبل‌های سنگی احاطه شده است. نمای جلویی آن به سمت فوروم قرار دارد و شامل شش ستون (هگزاستیل) با پیشانی‌ساختار مثلثی در بالا بوده است. دلیل اصلی بقای آن تا امروز، ادغامش با کاخ کنت کوربوس در دوره رنسانس است، که بقایای آن هنوز در تالار داخلی معبد قابل مشاهده است. در ساخت بنا عمدتاً از گرانیت استفاده شده است.

## طاق نصرت تراژان

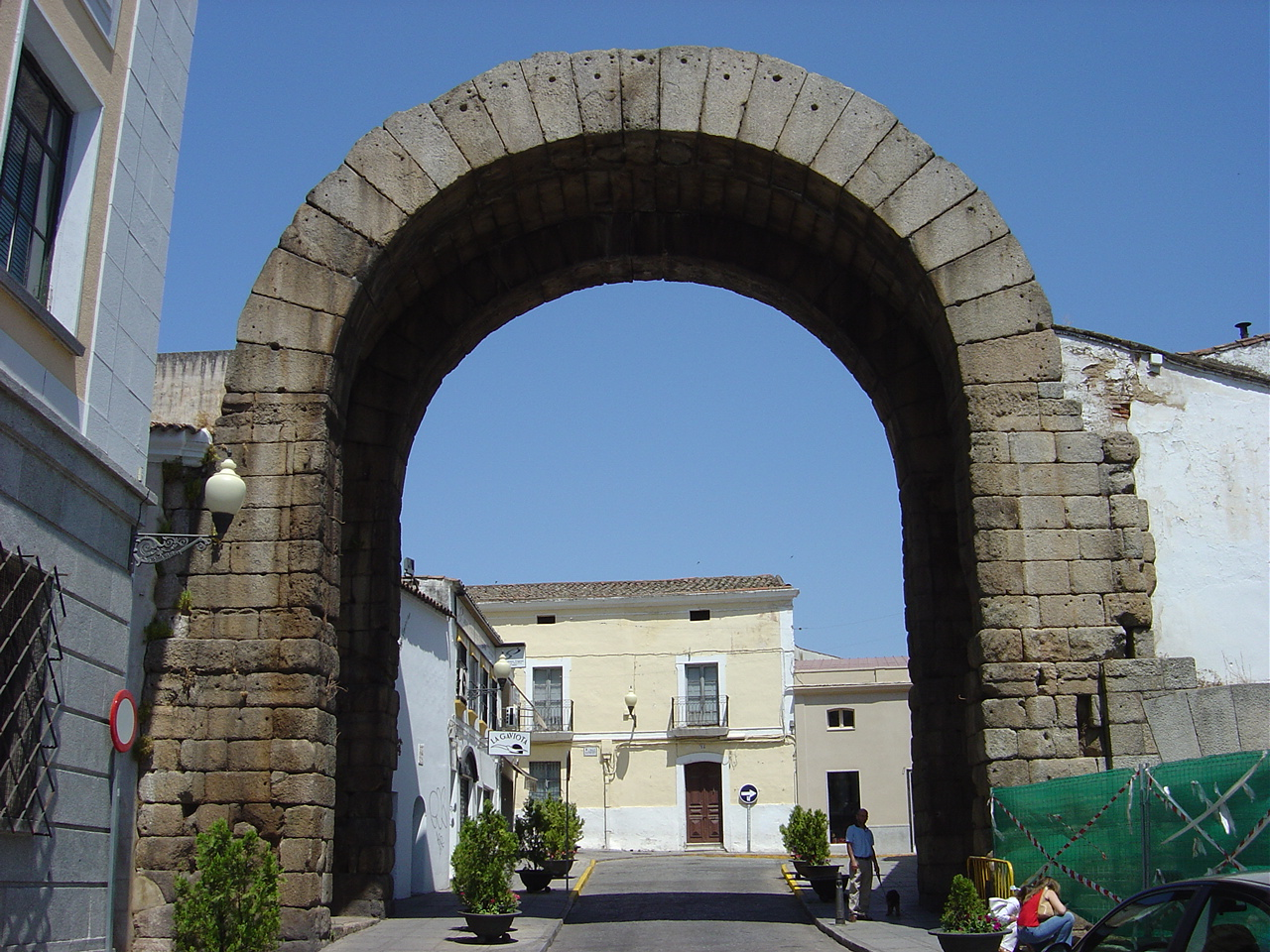
طاق معروف تراژان در مریدا.

طاق نصرت موسوم به «طاق تراژان» در مریدا در واقع متعلق به دوره تیبریوس است و برخلاف تصور عمومی، طاق نصرت نبوده است.
این طاق ورودی احتمالی به فروم استانی بوده است. این بنا در مسیر کاردو ماکسیموس قرار داشت، یکی از خیابان‌های اصلی شهر که فروم استانی را به فروم شهری متصل می‌کرد. در زمان ساخت، این طاق با مرمر پوشیده شده بود.
طاق از گرانیت ساخته شده و در ابتدا با روکش مرمر تزیین شده بود. ارتفاع آن ۱۳٫۹۷ متر، عرض آن ۵٫۷۰ متر و دهانهٔ قوس آن ۸٫۶۷ متر است. گرچه گمان می‌رود طاقی یادمانی باشد، اما همچنین ممکن است به‌عنوان ورودی باشکوه فوروم استانی عمل می‌کرده است. این سازه در میان بافت فشرده شهری مدرن و خانه‌های مجاور پنهان شده، اما همچنان با شکوه برپا ایستاده و همواره مورد تحسین مسافران و تاریخ‌نگاران بوده است. نام فعلی آن قراردادی است، چرا که کتیبهٔ یادبود آن قرن‌ها پیش ناپدید شده است.

## خانهٔ مجلل
این خانه به‌طور اتفاقی در اوایل دههٔ ۱۹۶۰ کشف شد. ساخت آن به میانهٔ قرن اول میلادی بازمی‌گردد و در دامنهٔ جنوبی تپهٔ سن آلبین واقع شده است. نزدیکی آن به منطقه‌ای که تصور می‌شود معبد میترا (مهرپرستی) در آن قرار داشته، باعث شده که امروز به نام «خانهٔ میترا» شناخته شود.
تمام بنا با سنگ‌چین ساخته شده و در گوشه‌ها از سنگ‌های تراش‌خورده استفاده شده است. از ویژگی‌های شاخص این خانه، پرستیل‌ها (حیاط‌های ستون‌دار با باغ مرکزی) و اتاقی در بخش غربی آن است که موزاییک مشهور کیهان‌زایی (موزاییک کیهانی) در آن قرار دارد؛ این موزاییک بازنمایی نمادین عناصر طبیعت (رودخانه‌ها، بادها و…) است که تحت فرمانروایی چهره‌ای به‌نام آیون قرار دارد. امروزه این مجموعه سرپوشیده و برای بازدید عمومی مناسب‌سازی شده است.

## کلیسای جامع ویزیگوتی «سانتا ماریا دِ اورشلیم»
کلیسای جامع ویزیگوتی سانتا ماریا دِ اورشلیم که امروزه به‌جز چند قطعه که در موزهٔ ویسیگوتی نگهداری می‌شوند، اثر چندانی از آن بر جای نمانده، مقر اسقف‌نشینی بوده است.
این کلیسا بخشی از مجموعه‌ای ساختمانی شامل کاخ اسقفی بود و کلیسای «سن خوان» نیز به آن متصل بوده است، کلیسایی که دارای تعمیدگاه نیز بوده است.

## آلکاسابا

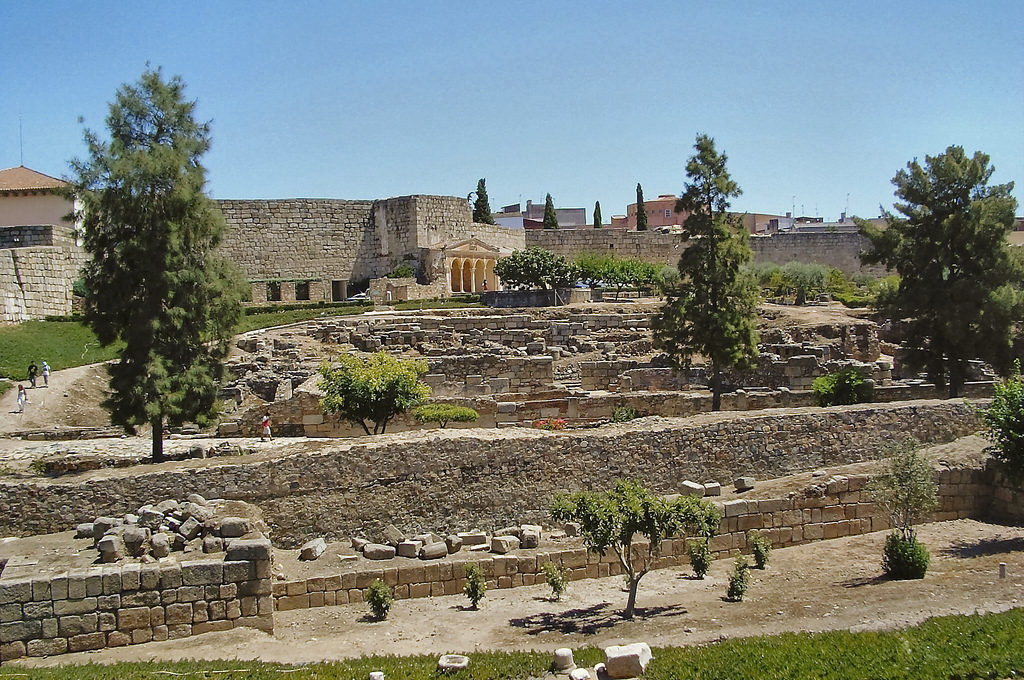
آلکاسابای مریدا.

آلکاسابا در کنار پل رومی بر روی رود گوادیانا واقع شده و در سال ۸۳۵ میلادی توسط عبدالرحمن دوم ساخته شد تا به‌عنوان دژ نظامی برای کنترل شهری عمل کند که از سال ۸۰۵ میلادی چندین‌بار علیه فرمانروایی اموی شوریده بود. این نخستین آلکاسابا با معماری اسلامی در شبه‌جزیره ایبری بوده است.
این سازه، ساختمانی پیچیده است که از محوطه‌ای مربع‌شکل به ضلع ۱۳۰ متر تشکیل شده و ظرفیت استقرار شمار قابل‌توجهی از نیروهای نظامی را داشته است. درون آن آب‌انبار بسیار زیبایی قرار دارد؛ بنایی منحصربه‌فرد که شامل مخزن آبی است که آب آن از رود گوادیانا فیلتر شده و از طریق راهرویی دوگانه از طبقهٔ پایین یک برج قابل دسترسی بوده است. در یکی از گوشه‌های آن صومعه‌ای برای فرمان نظامی سانتیاگو ساخته شد که امروزه محل استقرار ریاست دولت منطقه‌ای اکسترمادورا است.
در کنار پل رومی، سازهٔ کوچک‌تری به نام «آلکاسابای کوچک» ساخته شده بود که عبور و مرور از رودخانه به شهر را کنترل می‌کرد.

## شهر مردگان
با نام «لاس کولومباریوس» دو سازهٔ تدفینی در فضای باز شناخته می‌شوند که بیرون از دیوارهای شهر رومی قرار داشتند و درواقع از نظر ساختاری به کولومباریا (آرامگاه‌های چندطبقهٔ کبوترخانه‌ای شکل) شباهتی ندارند. این دو بنا بهترین نمونه‌های سازه‌های تدفینی در امریتا هستند. مصالح استفاده‌شده در آن‌ها سنگ‌چین و بلوک‌های گرانیتی بوده است. در هر دو بنا کتیبه‌های شناسایی خانوارهای مالک (خانواده‌های واکونیوس و یولیوس) حفظ شده‌اند و از این طریق اطلاعاتی دربارهٔ منشأ و جایگاه اجتماعی آن‌ها به‌دست آمده است.

## سایر بناهای تاریخی و مکان‌های دیدنی
- خانهٔ آمفی‌تئاتر: این خانه به‌دلیل قرارگیری در کنار آمفی‌تئاتر، چنین نام‌گذاری شده است. شایان ذکر است که آنچه کشف شده، در واقع مجموعه‌ای متشکل از دو دوموس (خانهٔ رومی) است: یکی به نام «خانهٔ برج آب» و دیگری «خانهٔ آمفی‌تئاتر».
- محوطهٔ باستان‌شناسی مورریاس: شامل بقایای یک محلهٔ رومی و یک محلهٔ عربی است. امروزه ساختمان مدرن مورریاس بر فراز آن قرار دارد که مقر چند وزارتخانه از دولت منطقه‌ای اکسترمادورا است.

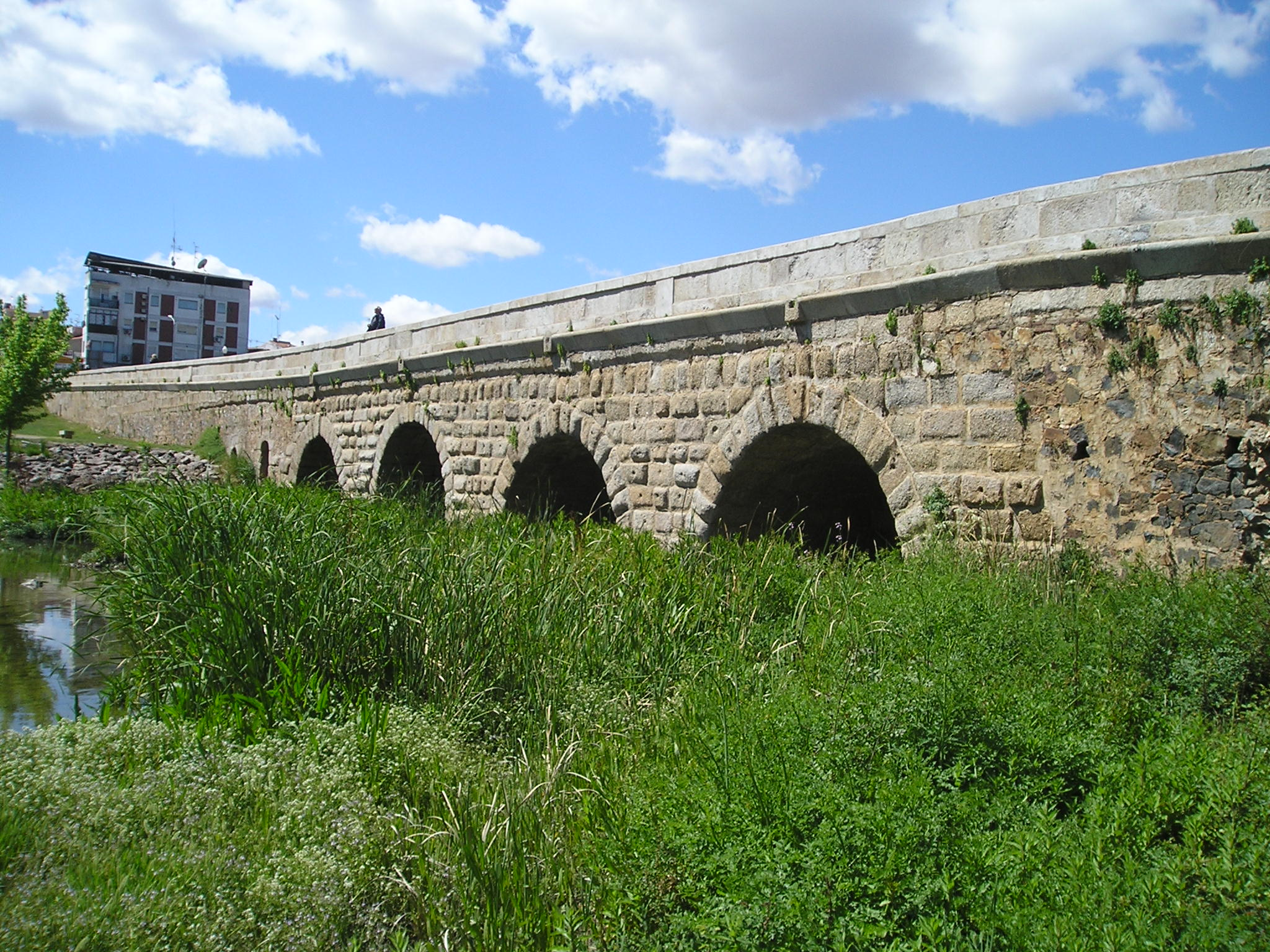
پل رومی بر رود آلبارگاس.

- پل رومی بر رود آلبارگاس: این پل در دورهٔ امپراتور آگوستوس ساخته شد تا عبور از رود آلبارگاس را که چند صد متر پایین‌تر به رود گوادیانا می‌ریزد، ممکن سازد. از این نقطه، جادهٔ موسوم به راه نقره به سوی آستورگا آغاز می‌شد. این پل ۱۴۵ متر طول دارد.
- دروازه‌نمای فروم: این بنا در قرن اول میلادی ساخته شد و در قرن گذشته بر اساس برخی یافته‌های باستان‌شناسی موجود در محل، بازسازی شد. بسیاری از این اشیاء اکنون در موزه ملی هنر رومی نگهداری می‌شوند. این اثر شامل ساختمانی با ستون‌بندی و دیواری دارای طاقچه‌هایی است که برای نگهداری تندیس‌هایی که در همان مکان یافت شده‌اند طراحی شده‌اند. این پورتیک در نزدیکی معبد دیانا قرار دارد و بخشی از یکی از دو فروم موجود در شهر بوده است: فروم شهری روم باستان در مریدا.
- حمام‌های رومی سان لاسارو: این حمام‌ها که در پارک خطی سان لاسارو قرار دارند، توسط شهروندان اشراف‌زاده‌ای که برای شرکت در رویدادهای سیرک رومی به آن‌جا می‌آمدند، استفاده می‌شدند.
- حمام‌ها و چاه یخ خیابان «رِیس اوئرتاس»: این مجموعه توسط رومیان به‌عنوان چاه یخ و حمام‌های آب سرد مورد استفاده قرار می‌گرفت و در سراسر امپراتوری روم بی‌همتاست. همچنین به‌عنوان انباری برای نگهداری مواد غذایی فاسدشدنی استفاده می‌شده است.
- کریپتای سانتا اولالیا: محوطهٔ باستان‌شناسی سانتا اولالیا - در زیرزمین کلیسای سانتا اولالیا، محوطه‌ای باستان‌شناسی بسیار جالب وجود دارد که تحولاتی را که این کلیسا از زمان ساخت تا به امروز پشت سر گذاشته، به تصویر می‌کشد.
- هرم‌سنگ سانتا اولالیا: این ابلیسک در قرن هفدهم به افتخار بانوی شهید و حامی مریدا، ساخته شد. در ساخت آن از مصالح مختلفی استفاده شده است، از جمله قطعات رومی مانند سه سنگ محراب استوانه‌ای و یک سرستون. در بالای مجموعه، مجسمه‌ای از بانوی شهید قرار دارد که بر پیکره‌ای پوشیده در تُگا (لباس رسمی رومی) سوار است و مجدداً روی آن کار شده است.
- زِنودوخیو: این بنا به دستور اسقف مازونا در نیمهٔ دوم قرن ششم ساخته شد. در نزدیکی کلیسای جامع سانتا اولالیا قرار دارد و به‌عنوان بیمارستان و محل اسکان زائرانی که برای زیارت بقایای بانوی شهید به مریدا می‌آمدند، مورد استفاده بود. همچنین محلی برای نگهداری بیماران فقیر شهر به‌شمار می‌رفت.
- کاستلوم آکوئه: در بخش مرتفع خیابان کالواریو قرار دارد و پایان قنات «لوس میلاغروس» و نقطهٔ آغاز توزیع آب در سطح شهر به‌شمار می‌رفته است.